# Sine from Above
„Sine from Above” – utwór muzyczny amerykańskiej piosenkarki Lady Gagi oraz brytyjskiego piosenkarza Eltona Johna, nagrany w ramach powstawania szóstego albumu studyjnego Gagi - Chromatica. Piosenka opatrzona jest numerem czternaście na liście piosenek albumu i poprzedza ją smyczkowa aranżacja pt. „Chromatica III”. Ten elektropopowy utwór zainspirowany jest gatunkiem electronica z finezyjnym drum and bassowym zakończeniem. Piosenka została wyprodukowana przez BloodPop, Burns, Axwella, Klahra i Liohna. Znaczenie słów tekstu piosenki może odnosić się do „uzdrawiającej mocy” jaką jest sama muzyka, a ściślej jej komponowanie i proces twórczy. Wielu krytyków muzyczny nazwało ten utwór wyróżniającym się na tle pozostałych piosenek z albumu i docenili jego eksperymentalną naturę. Inni krytycy wyrazili dezaprobatę w stosunku do ciężko brzmiącego zakończenia piosenki i samych efektów nałożonych na wokal Eltona Johna.

## Geneza
„Sine from Above” jest drugą oficjalną kolaboracją pomiędzy Gagą a Johnem zaraz po utworze „Hello Hello”, nagranego do filmu Gnomeo i Julia (2011). Duet występował wspólnie w wielu występach, w tym m.in. podczas 52. ceremonii wręczenia nagród Grammy, gdzie Gaga najpierw wykonała utwór „Poker Face”, a później wraz z Eltonem Johnem zaśpiewała medley „Speechless” i „Your Song”. Lady Gaga w 2018 nagrała piosenkę zatytułowaną „Your Song” w ramach tribute albumu Revamp.
W wywiadzie dla Zane'a Lowe'a, Gaga opowiedziała szczegóły na temat jej kolaboracji z Johnem. Artystka nazwała go swoim „mentorem” i opisała jak znaczącą rolę pełnił podczas jej leczenia:

„Elton zawsze mnie prosił o wzięcie się za moją artystyczność i żebym tak naprawdę zadbała o siebie. I ja naprawdę to w nim podziwiam. On jest naprawdę niepowtarzalny. I ja nie umiem wyrazić jak bardzo on prowadził mnie przez życie i… jak być autentycznym, być sobą, robić dobre rzeczy dla świata, jak zająć się sobą i być”

## Nagrywanie i kompozycja

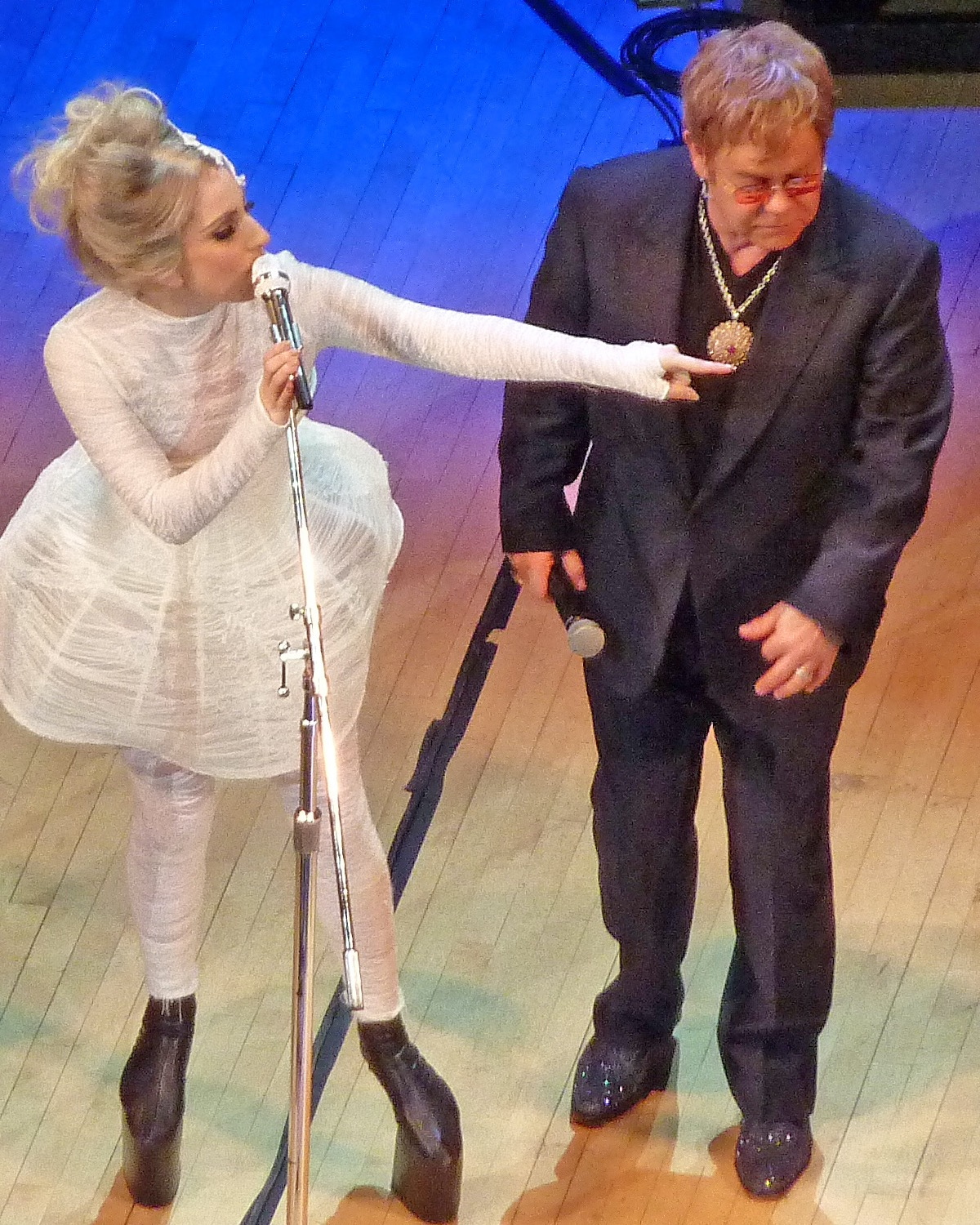
Współproducent Axwell wpadł na pomysł stworzenia duetu między Lady Gagą a Eltonem Johnem.

Producent, Axwell, później opowiedział o tym jak powstała piosenka w wywiadzie dla „Rolling Stone”, mówiąc: „Miałem tę starą piosenkę, nad którą razem pracowaliśmy, z siedem lat temu z Eltonem Johnem. Próbowaliśmy pracować nad nią, ale nie mogliśmy zrobić z niej tego czego chcieliśmy. Również, trochę trudno było się dostać do Eltona. Miałem tę piosenkę na moim komputerze i nagle pomyślałem «Chwileczkę. Lady Gaga i Elton John przyjaźnią się.»” Axwell wtedy wysłał demo do Gagi i współproducenta, BloodPopa, którzy pokochali ten utwór i postanowili nagrać go dla Chromatici jako kolaborację Gagi z Johnem. Dodał później, że oryginalnie piosenka miała być „bardziej wyluzowana, pianistyczna i akustyczna. Można dalej to usłyszeć w wersach i [finalna wersja] ma tę samą sekwencję akordów”. Mówiąc o nagrywaniu utworu, współproducent Burns wytłumaczył, że Elton był w Australii podczas trasy koncertowej pod koniec procesu tworzenia piosenki. Sesje nagrywania odbywały się poprzez rozmowy na Skypie z Eltonem, który był w studiu w Australii, a reszta sesji odbyła się w Los Angeles.
„Sine from Above” jest electropopową piosenką, zainspirowaną gatunkiem electronica. Słowa piosenki opowiadają o leczącej sile muzyki, a pod koniec piosenki znajduje się drum and bassowa sekcja. Burns powiedział, że zakończenie było pomysłem Gagi: „Oryginalnie, w mojej pierwszej wersji był beat zawierający sample «Amen break», ale na końcu on zmieniał się w rytm four-to-the-floor. W ostatniej chwili Gaga pomyślała, że powinno być jakieś szalone i wstrząsające zakończenie. Wspomniała, żeby je przyspieszyć, więc doszedłem do tego dlaczego nie dawać tu «Amen break»”. W wywiadzie dla „American Songwriter” Gaga powiedziała „chciałam, żeby ta piosenka miała dużą rozpiętość wokali i żeby zaczęła się w bardzo jednolity, melodyczny sposób i żeby skończyła się na czymś w rodzaju kakofonii. Kakofonii, z którą czuję się teraz swobodna”, przyznając, że jest to o jej wyzdrowieniu. Piosenka jest napisana w metrum taktu parzystego i jest skomponowana w kluczu c-moll o tempie 122 uderzeń na minutę. Wokale Gagi i Eltona mają rozpiętość od B♭3 do E♭5d.
Tekst piosenki odnosi się do relacji Gagi z siłą wyższą. Tytuł piosenki jest grą słowną, gdyż sine (czyli fala sinusoidalna) jest matematycznym znakiem dla dźwięku, a sama Gaga wyobraża sobie Boga jako taką falę. Piosenkarka również przyznała, że tytuł odnosi się do tego, że muzyka była jej miejscem ucieczki od bólu. W wywiadzie dla Zane'a Lowe'a powiedziała: „S-I-N-E, bo to jest fala dźwiękowa. Ten dźwięk z góry, to on mnie uleczył, żebym mogła stworzyć ten album… To było w sumie w późniejszym stadium nagrywania, pomyślałam, żeby stworzyć piosenkę w hołdzie do wszystkiego co mnie odrodziło, czyli do muzyki”. Fala sinusoidalna również jest wstawiona w okładkę Chromatici, a przez słowa piosenki, „Billboard” uznał „Sine from Above” jako „hasło przewodnie albumu”.

### Chromatica III
„Sine from Above” jest jedną z trzech piosenek w albumie, które są poprzedzone przez aranżację smyczkową, która łączy się z następnym utworem, gdyż Gaga chciała zapewnić „filmowe” doznania podczas słuchania tego albumu i czuła, że album potrzebuje podziału na akty. Interludium przed „Sine from Above” było skomponowane przez Morgan Kibby, która zgromadziła 26-osobową orkiestrę do nagrania tych kompozycji. Patrick Gomez z „The A.V. Club” porównał tę aranżację z pracą Hansa Zimmera. Mówiąc o procesie powstania, Kibby powiedziała:

„«Chromatica III» zaczęło jako aranżacja w «Sine from Above». Kiedy wyróżniliśmy instrumenty smyczkowe, BloodPop powiedział, że powinien to być osobny utwór, więc został on interludium dla „Sine from Above”. Gdy przeanalizowaliśmy części aranżacji, którą pokochaliśmy, Gaga z BloodPopem dodali dźwięki deszczu, przynajmniej tak sądzę. Kluczowym aspektem „Chromatica III” jest na pewno długa nuta, która rozciąga się i nabrzmiewa w honorze koncepcji fali sinusoidalnej i sądzę, że dodatkowa produkcja jest głównym punktem tego pomysłu”.

## Odbiór krytyczny
Nick Smith z „musicOMH” nazwał kolaborację „jedną z głównych atrakcji albumu”. Brittany Spanos z magazynu „Rolling Stone” skomplementowała produkcję oraz wokale Johna, mówiąc „spokojny i głęboki głos Johna perfekcyjnie pasuje, jakby próbował zostać piosenkarzem disco”. Hannah Mylrea z „NME” nazwała piosenkę „genialnie dziwną”. Według Michaela Cragga z „The Guardian”, piosenka „mogłaby wygrać Eurowizję w każdym roku”.
Stephen Daw z magazynu „Billboard” napisał, że piosenka „wydaje się wyjątkową”, ale nazwał ostatnie 30 sekund utworu „dezorientującymi” i „niepotrzebnymi”. Chuck Arnold z „New York Post” niekorzystnie porównał tę piosenkę z innymi kolaboracjami z tego albumu, mówiąc, że ta „nie jest taka dobra jaką wszyscy by chcieli” i skrytykował efekty nałożone na wokale Johna. Caryn Ganz z „The New York Times” nazwał piosenkę „bezkształtną katastrofą EDM”.

## Użycie w mediach
6 sierpnia 2020 roku, piosenkarka opublikowała krótki film zza kulis tworzenia okładki Chromatici. Filmik został źle odebrany jako zapowiedź teledysku do „Sine from Above”, które zostało użyte w nim jako muzyka w tle. 17 września akustyczna wersja „Sine from Above” została użyta w reklamie perfum od Valentino Voce Viva. Gaga pojawiła się w filmiku, śpiewając piosenkę, wraz z modelami. Następnego dnia, piosenkarka opublikowała teledysk do „911”, pod którego koniec gra „Chromatica III” oraz pierwsze sekundy „Sine from Above”.

## Personel
- Lady Gaga – wokale, tekst
- Elton John – wokale, tekst
- Axwell – tekst, produkcja, gitara basowa, bębny, gitara, keyboardy, perkusja
- BloodPop – tekst, produkcja, gitara basowa, bębny, gitara, keyboardy, perkusja
- Burns – tekst, produkcja, gitara, keyboardy, perkusja
- Johannes Klahr – tekst, produkcja, gitara basowa, bębny, gitara, keyboardy, perkusja
- LIOHN – tekst, produkcja, gitara basowa, bębny, gitara, keyboardy, perkusja
- Rami Yacoub – tekst, produkcja
- Benjamin Rice – tekst, miksowanie
- Ryan Tedder – tekst
- Salem Al Fakir – tekst
- Sebastian Ingrosso – tekst
- Vincent Ponte – tekst
- Tom Norris – miksowanie
- Scott Kelly – inżynieria miksowania

Źródło:.

## Notowania
| Terytorium        | Notowanie                  | Pozycja | Źr.    |
| ----------------- | -------------------------- | ------- | ------ |
| Australia         | Top 50 Singles             | 93      | [ 25 ] |
| Francja           | Top Singles                | 200     | [ 26 ] |
| Grecja            | Digital Singles Chart      | 94      | [ 27 ] |
| Stany Zjednoczone | Bubbling Under Hot 100     | 16      | [ 28 ] |
| Stany Zjednoczone | Hot Dance/Electronic Songs | 14      | [ 29 ] |
| Szkocja           | Scottish Singles Chart     | 82      | [ 30 ] |
| Wenezuela         | Record Report Top 100      | 80      | [ 31 ] |
| Wielka Brytania   | UK Download Chart          | 59      | [ 32 ] |